# Номинальная стоимость

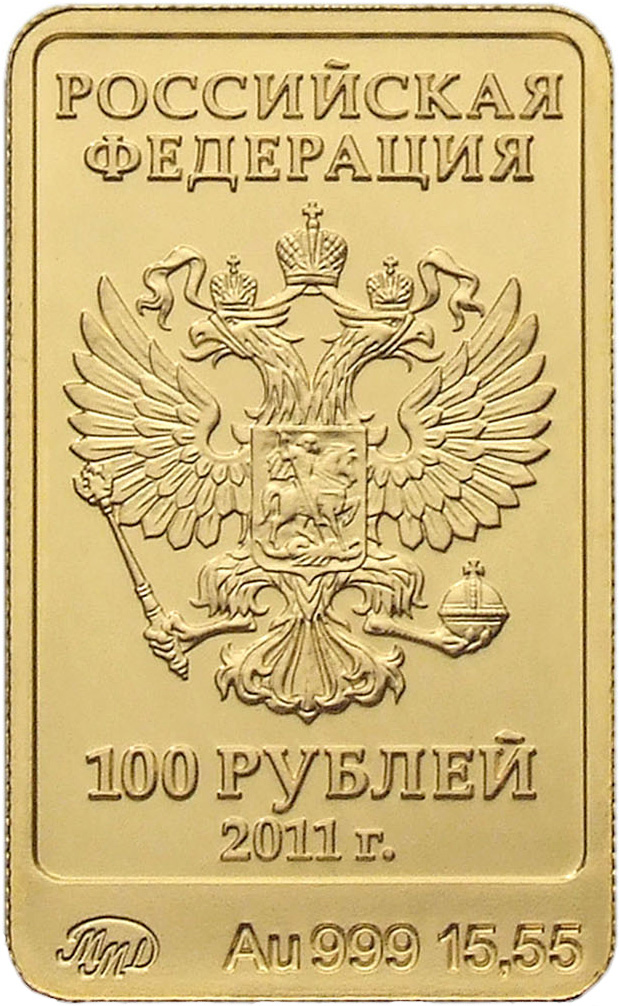
Российские инвестиционные монеты серии «Зимние Олимпийские игры 2014» номиналом 100 рублей и весом 15,55 г чистого золота

Номинальная стоимость (номинал, нарицательная стоимость) — стоимость, установленная эмитентом, обычно обозначенная непосредственно на ценной бумаге или денежном знаке.
Стоимость, по которой ценные бумаги продаются и покупаются, определяется спросом и предложением и называется курсовой стоимостью. Курсовая стоимость может быть как выше, так и ниже номинальной стоимости.
Денежные знаки могут обладать коллекционной стоимостью, значительно превышающей номинальную. Это характерно для юбилейных, редких или старинных денежных знаков. В современных условиях стоимость монет, изготовленных из драгоценных металлов, чаще всего значительно выше их номинальной стоимости, поскольку не может быть меньше стоимости металла, ушедшего на изготовление монеты. Например, номинальная стоимость золотых монет массой 15,55 г (половина тройской унции), выпущенных в 2011 году Банком России к Зимним Олимпийским играм 2014 года, указана 100 рублей, хотя по такой стоимости они никогда не обменивались.